# Change (canção de Christina Aguilera)
"Change" é uma canção da artista musical estadunidense Christina Aguilera. Foi composta pela própria em conjunto com Fancy Hagood e Flo Reutter, onde o último é responsável pela produção. A canção foi lançada pela primeira vez em 16 de junho de 2016 no programa radiofônico On Air with Ryan Seacrest, sendo lançada digitalmente no dia seguinte. A canção é dedicada as vítimas do atentado ocorrido na boate "Pulse" e os rendimentos provenientes com os downloads serão doados para a National Compassion Fund, que irá ajudar as famílias das vítimas.

## Recepção da crítica
"Change" recebeu avaliação de 7.75/10 do blog musical Idolator, baseado em quatro notas de editores. Robbie Daw escreveu que a canção é "um lindo hino sobre a tolerância, que nunca oscila em direção à um tom excessivamente dramático" embora os críticos acharem a canção um pouco "mal cozida" em comparação com algumas das baladas anteriores de Aguilera como "Beautiful", de 2002.

## Vídeo musical
Um lyric video foi lançado no canal oficial de Aguilera na Vevo em 16 de junho de 2016.

## Faixas e formatos
| Download digital |          |         |  |
| N.º              | Título   | Duração |  |
| 1.               | "Change" | 3:07    |  |

## Desempenho nas tabelas musicais

### Posições
| Tabela musical (2016)                             | Melhor posição |
| ------------------------------------------------- | -------------- |
| Espanha - PROMUSICAE                              | 28             |
| Estados Unidos - Billboard Bubbling Under Hot 100 | 5              |
| França - SNEP                                     | 121            |

## Créditos
Todo o processo de elaboração de "Change" atribui os seguintes créditos:
- Christina Aguilera - vocais, composição
- Who Is Fancy - composição
- Flo Reutter - composição, produção